# Kop głębiej
Kop głębiej – polska komedia filmowa z 2012 roku w reżyserii Konrada Szołajskiego. Zdjęcia zrealizowano w województwie warmińsko-mazurskim.

## Obsada
- Dagmara Bąk – Ola
- Adam Konowalski – Martin
- Ryszard Ronczewski – Hugo
- Roman Kłosowski – Jan
- Elżbieta Karkoszka – Hanna
- Krzysztof Tyniec – Wiktor
- Marzena Kipiel-Sztuka – Daria
- Andrzej Grabowski – ksiądz
- Bartłomiej Firlet – Bartek
- Sławomir Pacek – policjant
- Monika Pęconek – Monika

## Fabuła
Hugo Schmidt (Ryszard Ronczewski) przyjeżdża z wnukiem Martinem (Adam Konowalski) na Mazury poszukując korzeni rodzinnych. Dom rodzinny Hugo Schmidta aktualnie zamieszkuje rodzina Nowaków, która jest zaskoczona wizytą Niemca. Hugo w trakcie wojny zakopał w ogrodzie szczątki swoich zmarłych rodziców, które chce wykopać i uroczyście pochować, ale na drodze stoi wiele przeszkód.